# Lokman Topduman
Lokman Topduman (* 14. Mai 1989 in Bregenz) ist ein ehemaliger österreichischer Fußballspieler und nunmehriger -trainer.

## Karriere

### Als Spieler
Topduman begann seine Karriere beim FC Schwarzach. Zur Saison 2003/04 kam er in die AKA Vorarlberg. In der Saison 2006/07 spielte er zudem für seinen Stammklub Schwarzach in der Vorarlbergliga. Im Jänner 2008 wechselte er zum Regionalligisten SC Bregenz. In Bregenz kam er insgesamt zu 19 Einsätzen in der Regionalliga. Zur Saison 2009/10 wechselte er zu den ebenfalls drittklassigen Amateuren des SCR Altach. Im Oktober 2009 debütierte er gegen den TSV Hartberg für die Profis der Altacher in der zweiten Liga. Insgesamt kam er zu zwei Zweitligaeinsätzen für den SCRA. Für die Amateure absolvierte er zwei Spielzeiten 48 Partien in der Westliga, in denen er 19 Tore erzielte.
Zur Saison 2011/12 wechselte Topduman in die Schweiz zum unterklassigen FC Montlingen. Zur Saison 2012/13 kehrte er nach Bregenz zurück. Für den mittlerweile Schwarz-Weiß genannten Verein kam er zu weiteren 53 Einsätzen in der dritthöchsten Spielklasse und machte dabei 26 Tore. Zur Saison 2014/15 kehrte er zu seinem inzwischen fünftklassigen Heimatverein Schwarzach zurück. Für Schwarzach spielte er zwölfmal in der Landesliga und traf dabei achtmal.
Zur Saison 2015/16 wechselte der Offensivspieler zum Regionalligisten FC Hard. In Hard kam er zu 28 Einsätzen in der Westliga. Zur Saison 2016/17 schloss er sich ein zweites Mal dem Schweizer FC Montlingen an. Nach einem halben Jahr im Ausland kehrte Topduman im Jänner 2017 wieder nach Hard zurück. Dort kam er zu weiteren 28 Regionalligaeinsätzen. Im Jänner 2018 wechselte er zum fünftklassigen VfB Bezau. In Bezau beendete er nach der Saison 2020/21 seine Karriere als Aktiver.

### Als Trainer
Topduman übernahm im Oktober 2018 den VfB Bezau, bei dem er zu jenem Zeitpunkt auch Spieler war, als spielender Trainer. Bezau führte er 2019 in die Vorarlbergliga. Nach der Saison 2020/21 verließ er den Verein nach knapp drei Spielzeiten als Cheftrainer. Zur Saison 2021/22 wurde er dann Co-Trainer der U-16-Mannschaft in der AKA Vorarlberg.